# The Saskatchewan Mounted Rifles
The Saskatchewan Mounted Rifles étaient une unité de l'Armée canadienne. Elle a été créée le 2 mars 1908 à Lloydminster en Saskatchewan sous le désignation de « Saskatchewan Light Horse ». Le 1er avril 1908, elle fut renommée en « 22nd Saskatchewan Light Horse » puis, le 15 mars 1920, en « The Saskatchewan Mounted Rifles ». Le 15 décembre 1936, l'unité fusionna avec le 16th Canadian Light Horse pour devenir le 16th/22nd Saskatchewan Horse (Reserve), de nos jours The North Saskatchewan Regiment.